# Cirrhimuraena calamus
Cirrhimuraena calamus är en fiskart som först beskrevs av Günther, 1870.  Cirrhimuraena calamus ingår i släktet Cirrhimuraena och familjen Ophichthidae. Inga underarter finns listade i Catalogue of Life.